# 関西"愛"認定バラエティー ちゃうんちゃう?
『関西"愛"認定バラエティー ちゃうんちゃう?』（かんさいあいバラエティー ちゃうんちゃう）は、NHK総合テレビ（関西地域のみ）で2020年8月7日から2024年3月2日まで放送されていたバラエティ番組。2021年4月24日から月1回のレギュラー放送を開始した。MCは村上信五（SUPER EIGHT）。

## 概要
「関西人だからって関西のこと、わかった気になってまへんか?」関西を愛すると自負するあなたでも「え?知らんかった!」と驚くような、関西のマル秘ネタをご開帳。関西愛がほんまもんかどうかを試す、関西"愛"認定バラエティー。
番組開始当初は、関西人なら誰もが知ってる、超定番の名所や名物に関するクイズを出題。答えられないゲストには、村上信五（SUPER EIGHT）と巨大な「チャウチャウ犬」のくっきー!（野性爆弾）が、「関西人、ちゃうんちゃう?」とツッコミを入れると言う形式を取っていた。
2020年8月7日（金曜日）19時57分 - 20時42分（JST）には、本番組パイロット版である特番放送第1回を放送。
2021年2月18日（木曜日）19時57分 - 20時42分（JST）には、本番組パイロット版である特番放送第2回を放送。
2021年4月24日（土曜日）の放送分より、原則月1回のレギュラー番組となった。
NHKは、2021年3月3日より各地の放送局が制作・放送した一部の地域番組の見逃し配信を、インターネットで番組を視聴できるアプリ『NHKプラス』にて開始し、本番組も見逃し配信の対象となるため、本番組は関西地域のみの放送となるが、同アプリを利用することにより、全国で視聴することが可能である。
2021年8月分の放送は『東京2020オリンピック・パラリンピック』の中継のため、放送休止。
2022年3月12日の放送より、番組セットや設定がリニューアルされ、"関西の守り神"と言う設定の「ちゃうんさん」を村上が、リニューアル前の「ちゃうちゃうさん（チャウチャウ犬）」の立ち位置である「ちゃうさん」をくっきー!が担当。更に、リニューアル後からは、くっきー!だけでなく、村上もちゃうちゃう犬の帽子を被る様になった。
2022年4月9日の放送分より放送終了時間が変更となり、20時15分 - 20時50分（JST）に放送時間が5分拡大した。
2023年11月5日（日曜日）10時5分 - 11時（JST）には、NHK大阪放送局の特別番組『BK大感謝祭』内で番組初の生放送が行われた。
2024年3月2日の放送分をもって番組が終了し、パイロット版から約4年の歴史に幕を下ろした。番組終了の理由について、NHK大阪放送局は「思った以上に視聴者への広がりが見られなかったも含めた総合的な判断」とコメントしている。

## 出演者
- 村上信五（SUPER EIGHT[注 1]） - MC / ちゃうんさん
  - 2022年1月8日の放送分まではMCのみ。
- くっきー!（野性爆弾） - ちゃうさん
  - 2022年1月8日の放送分までは「ちゃうちゃうさん」。

## 放送リスト
※特記が無い限り土曜日の放送。

### パイロット版
| 回 | 放送日            | ゲスト                                                                  | 備考 |
| -- | ----------------- | ----------------------------------------------------------------------- | ---- |
| 1  | 2020年8月7日(金)  | 髙橋ひかる、辻本茂雄、ゆりやんレトリィバァ、川崎理加（NHKアナウンサー） |      |
| 2  | 2021年2月18日(木) | 中岡創一（ロッチ）、丘みどり、ギャル曽根                                |      |

### レギュラー放送

#### 2021年
| 回 | 放送日      | ゲスト                                                 | 備考     |
| -- | ----------- | ------------------------------------------------------ | -------- |
| 1  | 4月24日     | 中岡創一（ロッチ）、丘みどり、ギャル曽根               | [ 注 4 ] |
| 2  | 5月29日     | コカドケンタロウ（ロッチ）、ギャル曽根、丘みどり       |          |
| 3  | 6月26日     | 森田哲矢（さらば青春の光）、島田珠代、王林（りんご娘） |          |
| 4  | 7月16日(金) | 森田哲矢（さらば青春の光）、島田珠代、王林（りんご娘） | [ 注 5 ] |
| 5  | 9月11日     | 鰻和弘（銀シャリ）、山之内すず、野々村友紀子           |          |
| 6  | 10月2日     | 津田篤宏（ダイアン）、山之内すず、野々村友紀子         |          |
| 7  | 10月23日    | 田村裕（麒麟）、王林（りんご娘）、高橋ユウ             |          |
| 8  | 11月6日     | 田村裕（麒麟）、王林（りんご娘）、高橋ユウ             |          |
| 9  | 12月4日     | 小杉竜一（ブラックマヨネーズ）、岡副麻希、山村紅葉     |          |

#### 2022年
| 回 | 放送日   | ゲスト                                                                 | 備考 |
| -- | -------- | ---------------------------------------------------------------------- | ---- |
| 10 | 1月8日   | 小杉竜一（ブラックマヨネーズ）、岡副麻希、山村紅葉                     |      |
| 11 | 3月12日  | 丸山桂里奈、荒川（エルフ）、クロちゃん（安田大サーカス）               |      |
| 12 | 3月19日  | 丸山桂里奈、荒川（エルフ）、クロちゃん（安田大サーカス）               |      |
| 13 | 4月9日   | 森田哲矢（さらば青春の光）、高橋ユウ、草間リチャード敬太（Aぇ! group） |      |
| 14 | 5月14日  | 森田哲矢（さらば青春の光）、高橋ユウ、草間リチャード敬太（Aぇ! group） |      |
| 15 | 6月11日  | 中岡創一（ロッチ）、ヒコロヒー、塚田僚一（A.B.C-Z）                    |      |
| 16 | 7月23日  | 中岡創一（ロッチ）、ヒコロヒー、塚田僚一（A.B.C-Z）                    |      |
| 17 | 9月10日  | 高橋ユウ、クロちゃん（安田大サーカス）、濵田崇裕（ジャニーズWEST）     |      |
| 18 | 10月8日  | 高橋ユウ、クロちゃん（安田大サーカス）、濵田崇裕（ジャニーズWEST）     |      |
| 19 | 11月5日  | 岡田結実、丘みどり、恋さん（シャンプーハット）                         |      |
| 20 | 12月10日 | 岡田結実、田村裕（麒麟）、恋さん（シャンプーハット）                   |      |

#### 2023年
| 回 | 放送日      | ゲスト                                                        | 備考     |
| -- | ----------- | ------------------------------------------------------------- | -------- |
| 21 | 1月28日     | 横山裕（関ジャニ∞）、荒川（エルフ）、黒田有（メッセンジャー） |          |
| 22 | 2月18日     | 横山裕（関ジャニ∞）、荒川（エルフ）、黒田有（メッセンジャー） |          |
| 23 | 4月8日      | 藤本敏史（FUJIWARA）、ゆめぽて、山村紅葉                      |          |
| 24 | 5月13日     | 藤本敏史（FUJIWARA）、ゆうちゃみ、山村紅葉                    |          |
| 25 | 6月10日     | 松村沙友理、アンミカ、恋さん（シャンプーハット）              |          |
| 26 | 7月8日      | 松村沙友理、アンミカ、恋さん（シャンプーハット）              |          |
| 27 | 8月19日     | 岡田結実、荒川（エルフ）、黒田有（メッセンジャー）            |          |
| 28 | 9月16日     | 岡田結実、荒川（エルフ）、黒田有（メッセンジャー）            |          |
| 29 | 10月14日    | 鈴木紗理奈、ゆめぽて、恋さん（シャンプーハット）              |          |
| SP | 11月5日(日) | ゆめぽて                                                      | [ 注 6 ] |
| 30 | 11月11日    | 鈴木紗理奈、ゆめぽて、恋さん（シャンプーハット）              |          |
| 31 | 12月9日     | 浜口京子、野々村友紀子、石井亮次                              |          |

#### 2024年
| 回 | 放送日     | ゲスト                                             | 備考     |
| -- | ---------- | -------------------------------------------------- | -------- |
| 32 | 1月13日    | 浜口京子、野々村友紀子、石井亮次                   |          |
| 33 | 2月10日    | 岡田結実、荒川（エルフ）、黒田有（メッセンジャー） | [ 注 7 ] |
| 34 | 3月2日(終) | 岡田結実、荒川（エルフ）、黒田有（メッセンジャー） |          |

## スタッフ
- 技術：森本祐二
- 提影：阪口浩康
- 音声：長澤充彦
- 美術：岩瀬夏緒里
- 美術進行：高橋讓
- 編集：仁部責史
- 音響効果：山本大輔
- 構成：桑崎祐作
- 演出：金津巧
- プロデューサー：石田ひろき、緒方和幸
- 制作統括：藤貫雅裕、今村裕治
- 制作：NHKエンタープライズ近畿
- 制作協力：クリエイティブ・ジョーズ